# Unité urbaine de Brest
L'unité urbaine de Brest est une unité urbaine française centrée sur la commune de Brest, dans le département du Finistère, en région Bretagne.
Elle fait partie de la catégorie des grandes agglomérations urbaines de la France, c'est-à-dire ayant plus de 100 000 habitants.

## Données générales
Dans le zonage réalisé par l'Insee en 1999, l'unité urbaine était composée de huit communes.
Dans le zonage réalisé en 2010, l'unité urbaine était composée de sept communes, celle de Loperhet devenant une unité urbaine autonome (ville isolée).
Dans le nouveau zonage réalisé en 2020, elle est composée des sept mêmes communes.
En 2022, avec 205 182 habitants, elle représente la 1re unité urbaine du département du Finistère et occupe le 2e rang dans la région Bretagne. Elle occupe le 36e rang au niveau national.
En 2022, sa densité de population s'élève à 1 029 hab/km2. Par sa superficie, elle représente 2,96 % du territoire départemental mais, par sa population, elle regroupe 22,11 % de la population du département du Finistère.

Agglomérations de plus de 100000 habitants en France en 2022.

## Composition 2020 de l'unité urbaine
Elle est composée des sept communes suivantes :
| Nom                  | Code Insee | Département | Statut       | Superficie (km2) | Population (dernière pop. légale) | Densité (hab./km2) | Modifier                                    |
| -------------------- | ---------- | ----------- | ------------ | ---------------- | --------------------------------- | ------------------ | ------------------------------------------- |
| Brest (ville-centre) | 29019      | Finistère   | ville-centre | 49,51            | 140 993 (2022)                    | 2 848              | modifier les données · modifier les données |
| Bohars               | 29011      | Finistère   | banlieue     | 7,27             | 3 671 (2022)                      | 505                | modifier les données · modifier les données |
| Gouesnou             | 29061      | Finistère   | banlieue     | 12,08            | 6 412 (2022)                      | 531                | modifier les données · modifier les données |
| Guipavas             | 29075      | Finistère   | banlieue     | 44,13            | 15 401 (2022)                     | 349                | modifier les données · modifier les données |
| Plougastel-Daoulas   | 29189      | Finistère   | banlieue     | 46,83            | 13 431 (2022)                     | 287                | modifier les données · modifier les données |
| Plouzané             | 29212      | Finistère   | banlieue     | 33,14            | 13 437 (2022)                     | 405                | modifier les données · modifier les données |
| Le Relecq-Kerhuon    | 29235      | Finistère   | banlieue     | 6,43             | 11 837 (2022)                     | 1 841              | modifier les données · modifier les données |

## Évolution démographique
| 1968    | 1975    | 1982    | 1990    | 1999    | 2006    | 2011    | 2016    | 2022    |
| ------- | ------- | ------- | ------- | ------- | ------- | ------- | ------- | ------- |
| 181 716 | 201 990 | 201 145 | 201 480 | 206 589 | 202 887 | 199 463 | 200 920 | 205 182 |

#### Données générales
- Unité urbaine en France
- Aire d'attraction d'une ville
- Liste des unités urbaines de France

#### Données démographiques en rapport avec l'unité urbaine de Brest
- Aire d'attraction de Brest
- Arrondissement de Brest

#### Données démographiques en rapport avec le Finistère
- Démographie du Finistère